# Pararguda nasuta
Espèce
Synonymes
- Bombyx frugalis T.P. Lucas, 1901[1]
- Bombyx nasuta Lewin, 1805[1]
- Gastropacha nasutula Wallengren, 1860[1]
- Opsirhina cinereata Walker, 1865[1]
- Opsirhina intemerata Walker, 1865[1]
- Opsirhina pudorina Walker, 1865[1]
- Pinara pervicax T.P. Lucas, 1901[1]

Pararguda nasuta est une espèce d'insectes lépidoptères (papillons) de la famille des Lasiocampidae vivant dans le quart Sud-Est de l'Australie.

## Systématique
L'espèce Pararguda nasuta a été initialement décrite en 1805 par le peintre, illustrateur, naturaliste et explorateur britannique John Lewin (1770-1819) sous le protonyme de Bombyx nasuta.

## Description
Pararguda nasuta a une envergure de 50 mm et sa larve se nourrit sur Exocarpos cupressiformis, Pinus radiata ainsi que sur des espèces d'acacias

## Galerie

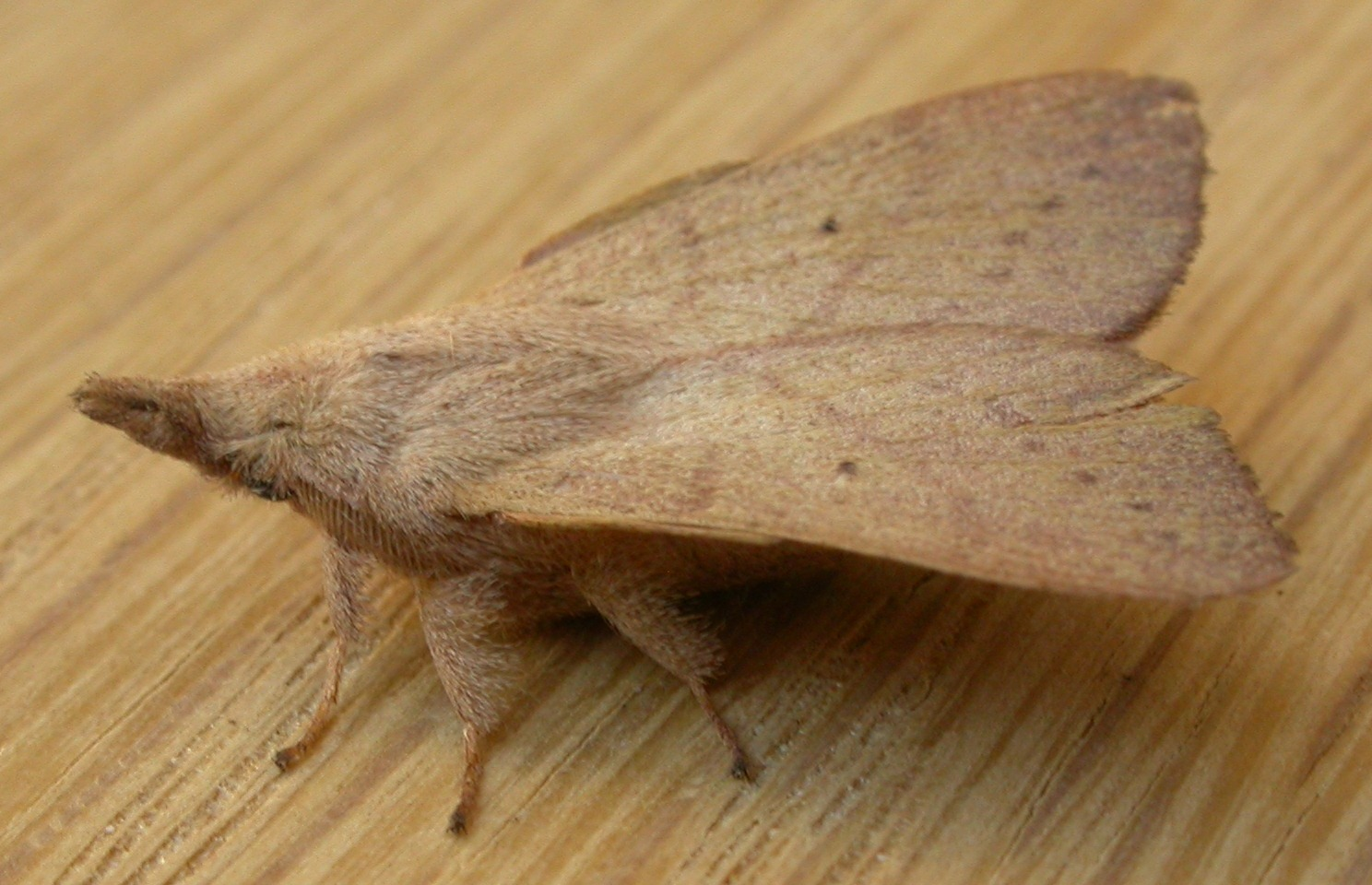